# هاري روبرتسون
هاري روبرتسون (بالإنجليزية: Harry Robertson)‏ هو مغني أسترالي، ولد في 1923 في بارهيد (اسكتلندا) في المملكة المتحدة، وتوفي في 15 مايو 1995 في بريزبان في أستراليا.